# Vanitat (Ticià)
La vanitat és una pintura a l'oli de Ticià, datada en 1515 i ara situada en la Pinacoteca Antiga de Múnic, Alemanya.

## Història
L'obra va ser propietat de l'emperador Rodolfo II a Praga, abans de convertir-se en possessió dels electors de Baviera. Forma part del museu de Múnic des de 1884. El primer esment es remunta a 1748, com a obra atribuïda a Francesco Salviati primer i posteriorment a Palma el Vell, Giorgione, Il Pordenone i finalment a Tiziano.
L'anàlisi radiològica demostra la presència de retocs per part del seu taller (en particular en el mirall) sobre l'original de Ticià. Tal vegada va poder ser Lambert Sustris, un alumne de Tiziano l'autor d'aquestes modificacions.

## Descripció
La pintura retrata a una dona bella idealitzada, un model creat a l'escola veneciana del mestre de Tiziano, Giorgione, amb el seu Laura. Té un mirall ovalat amb un marc, que reflecteix algunes joies i una serventa que busca alguna cosa.
La dona va ser retratada per Ticià en moltes altres obres de l'època, inclosa la Dona en el Mirall, Salomé i Flora.